# Alexis Scamoni

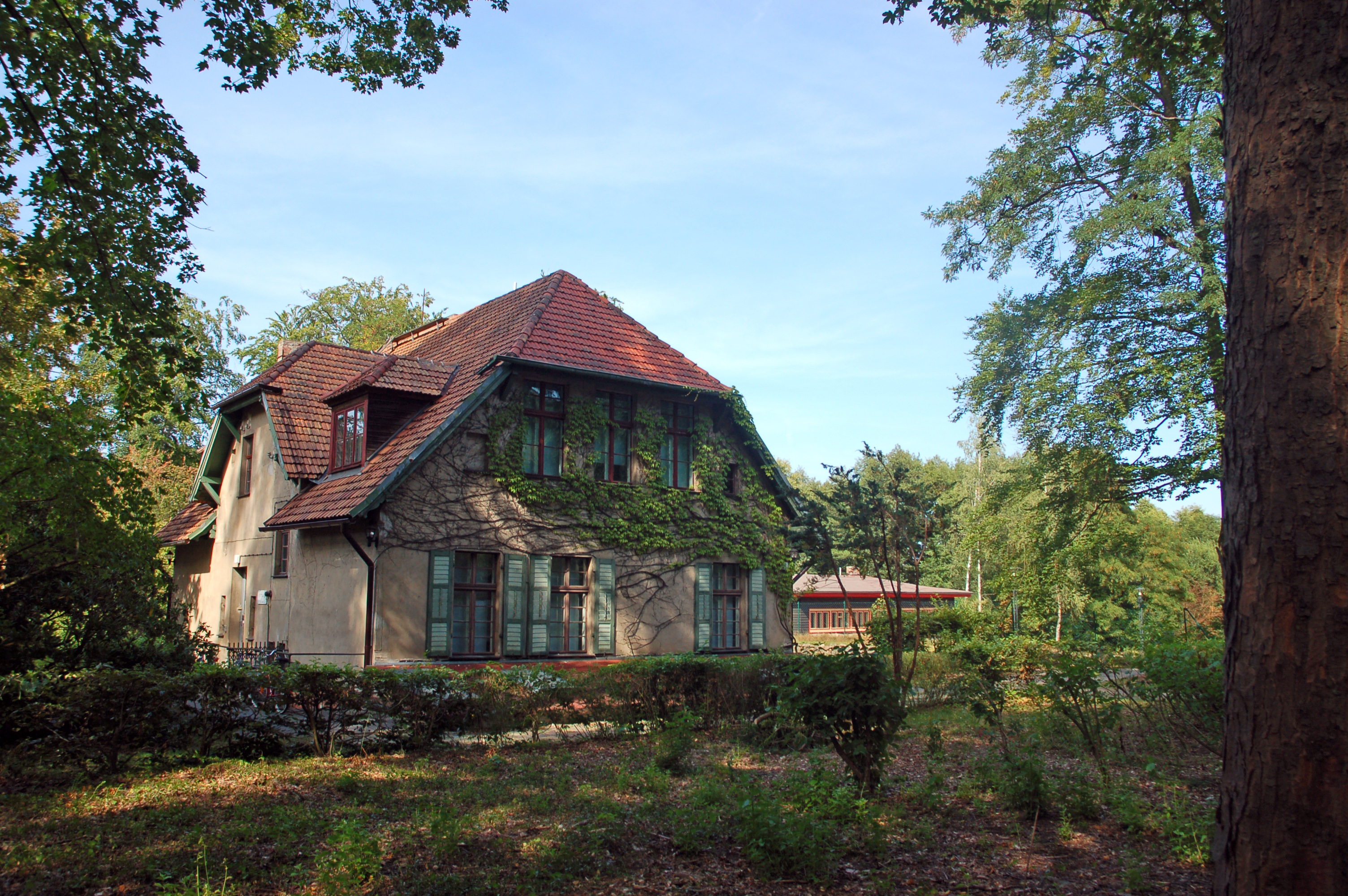
Langjähriges Wohnhaus von Alexis Scamoni im Schwappachweg, Eberswalde, ehemaliges Alfred-Möller-Institut

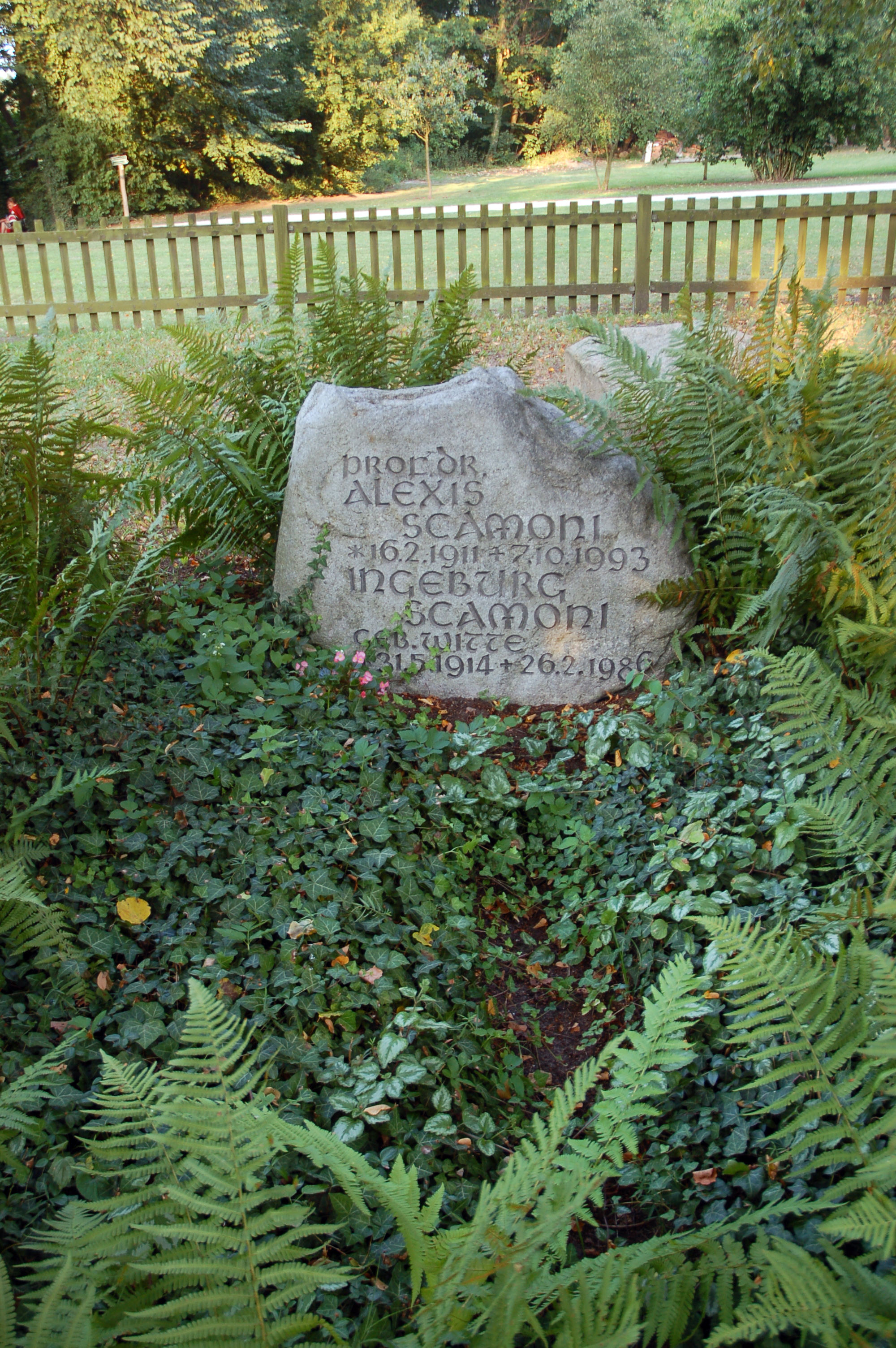
Grab auf dem Klosterfriedhof Chorin

Alexis Scamoni (* 16. Februarjul. / 1. März 1911greg. in Sankt Petersburg; † 7. Oktober 1993 in Potsdam) war ein deutscher Forstbotaniker. Scamoni ist vor allem wegen seiner international anerkannten Werke zur Waldkunde bekannt.

## Leben
Alexis Scamoni war von 1948 bis 1963 an der Forstwissenschaftlichen Fakultät der Humboldt-Universität zu Berlin in Eberswalde als Professor tätig. Von 1952 bis 1976 arbeitete er in der Abteilung forstliche Vegetationskunde, seit 1963 im Institut für Forstwissenschaften Eberswalde.
Seine letzte Ruhe fand er wie viele bedeutende Forstleute auf dem Klosterfriedhof Chorin.

## Ehrungen
Seit 1988 ist ihm der Forstort „Scamoni-Eichen“ im Revier Chorin gewidmet, dies sind mehrere 300 bis 400 Jahre alte Hudewald-Eichen. Seit 1991 ist ihm zudem die „Scamoni-Lärche“ im Park von Potsdam-Sanssouci gewidmet.

## Schriften (Auswahl)
- Vegetationsstudien im Sarnow, Dissertationsschrift, Berlin 1935 (im Druck in der Zeitschrift für Forst- und Jagdwesen, Heft 11 und 12/1935)
- Waldkundliche Untersuchungen auf grundwassernahen Talsanden. Beschaffung von waldbaulichen Grundlagen, dargestellt am Waldgebiet zwischen Liebenwalde und Kremmen, Brandenburg, Berlin 1950
- Waldgesellschaften und Waldstandorte. Dargestellt am Gebiet des Diluviums von Mecklenburg, Brandenburg, Sachsen-Anhalt und Sachsen., Berlin 1951
- Leitfaden für den Forstfacharbeiter. Forstbotanik, Waldbau, Forstnutzung, Fostschutz, Berlin 1953
- Einführung in die praktische Vegetationskunde, Berlin 1955
- Waldgesellschaften und Waldstandorte, Berlin 1960
- Wstęp do fitosocjologii praktycznej, Warschau 1967
- Die Bedeutung des Waldes in der Landskultur und für die Volkserholung, Urania 1968
- Einführung in die praktische Vegetationskunde, Jena 1963
- Unsere Wälder, Berlin 1982 (2. Auflage Berlin sowie Bayreuth 1984, ISBN 3-81120379-7)
- Chorin und Umgebung, Schiffshebewerk Niederfinow, Plagefenn, 8. Aufl. o. J. (Tourist-Wanderheft, 7)